# Brennsholmen
Brennsholmen est une localité du comté de Troms, en Norvège.

## Géographie
Administrativement, Brennsholmen fait partie de la kommune de Tromsø.

## Église d'Hillesøy
L'église d'Hillesøy, initialement  située sur Hillesøya à 6 km du site actuel a été démollie du fait de son mauvais état et reconstruite sur le site de Brennsholmen en 1889. L'église actuelle peut contenir 300 personnes.

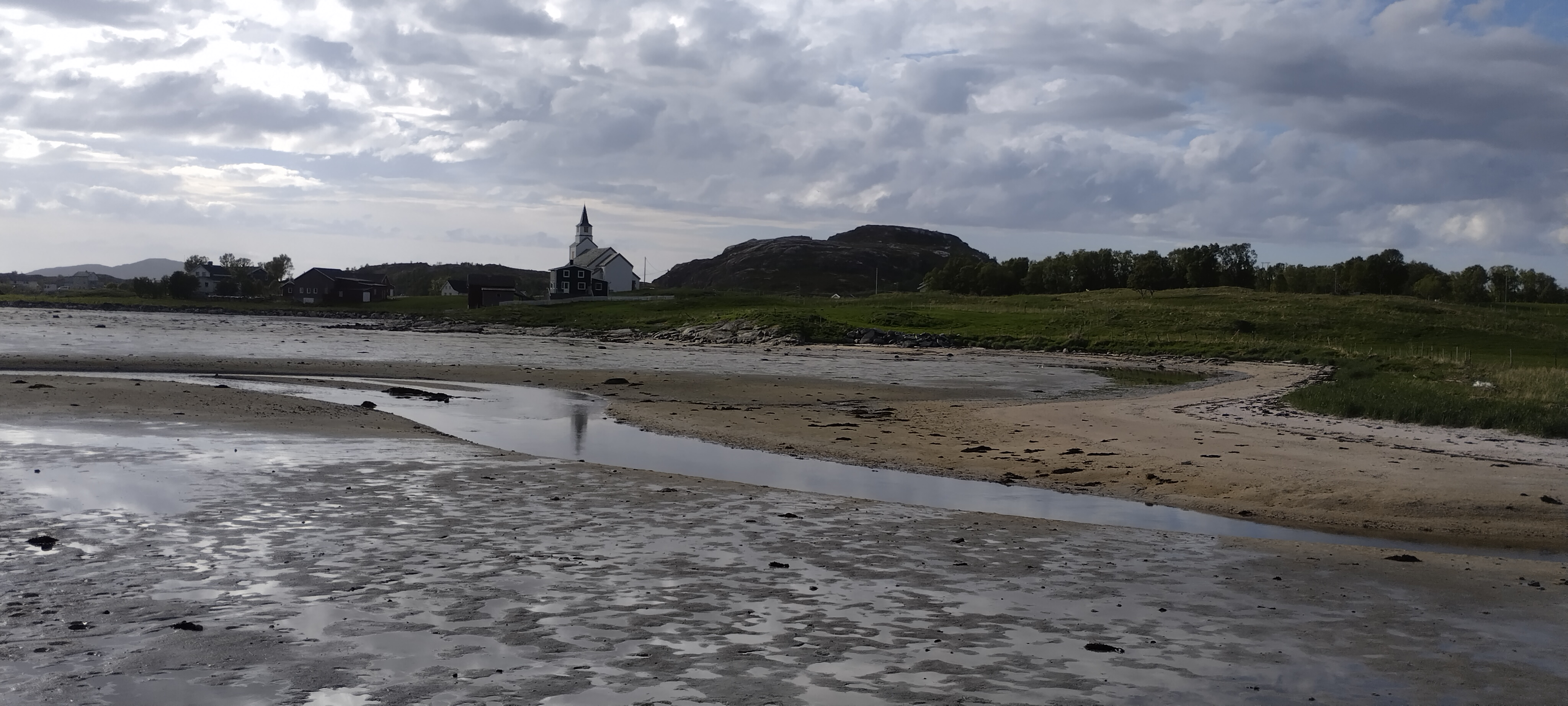
Église d'Hillesøy